# ضوء الغسق

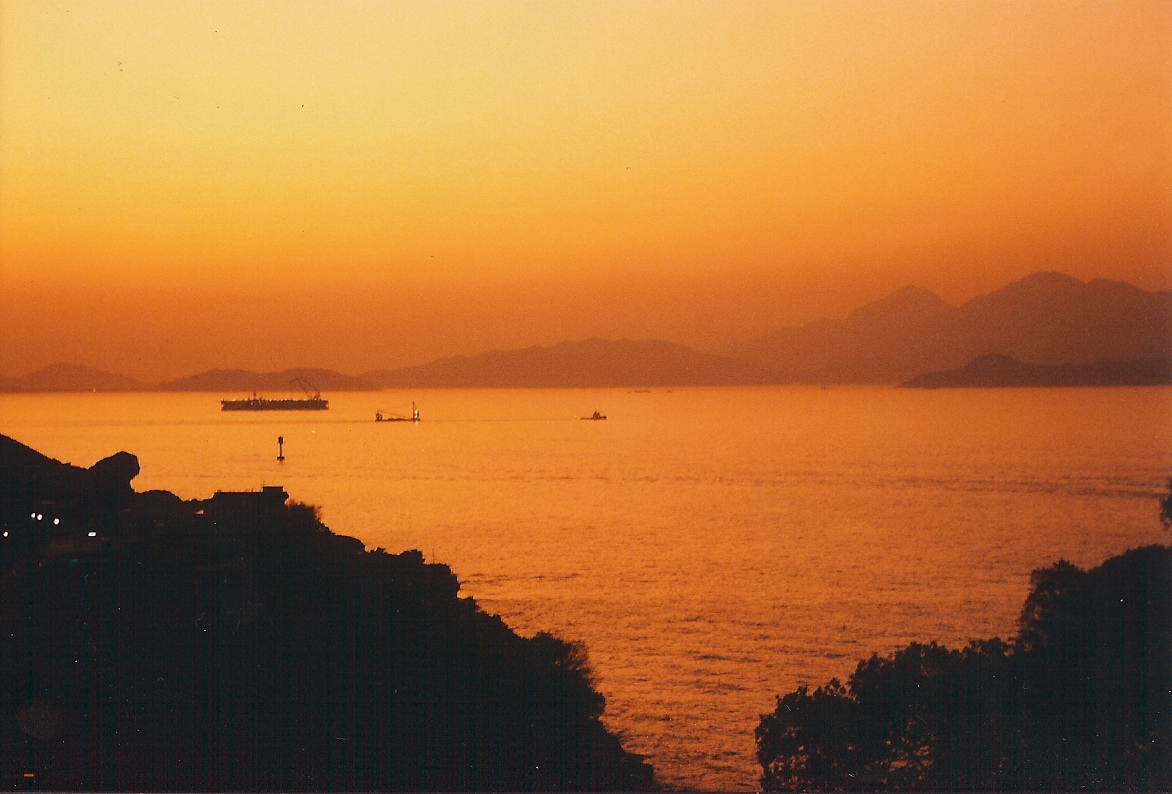
غروب الشمس في هونغ كونغ بعد انفجار جبل بيناتوبو عام 1991م

ضوء الغسق أو الشفق فقط هو قوس من أشعة الشمس العريضة البيضاء أو قرنفلية اللون في السماء منتشرة بجسيمات مثل الغبار العالق في الغلاف الجوي، قد يظهر ضوء الغسق فوق أعلى سحابة في ساعة تلاشي الغسق أو انعكاس لأقاليم حقول الثلج في الجبل بعد الغروب وتطلق الجسيمات تأثير التشتت على جزيئات مركب الضوء الأبيض.
شفق الألب والذي يحدث بعد مدة طويلة من غروب الشمس أو شروقها بسبب ارتداد ألياف الضوء الأحمر عن طريق الهباء الجوي وجسيمات الغبار الناعمة المنخفضة في الغلاف الجوي فبعد الغروب يتحول الشفق الألبي إلى نور الغسق الناتج عن إضاءة الجسيمات الجوية من أشعة الشمس كما تنكسر وتنتشر في الغلاف الجوي للأرض.
ينتشر التردد العالي للضوء والطاقة العالية أكثر بينما التردد والضوء المنخفضين يصلان حتى أفق المراقب في الغسق، إن ارتداد ألياف الضوء البعيدة تحول اللون الوردي للأحمر وتسمى هذه الفترة من الوقت بالساعة الزرقاء وتعتبر لحظة ثمينة بين المصورين والرسامين بسبب المنظر الأخّاذ.
يستمر الغسق حتى يجتاز ظل الأرض السماء فوق المراقب كما يحل الظلام وتظهر النجوم ويظهر كوكب الزهرة المعروف بثاني كوكب مضيء بعد القمر في الفضاء الحالك فوق الأفق المقابلة لحزام الزهرة حول النقطة العازلة لضوء الشمس.
بعد انفجار بركان كراكاتوا عام 1883م ظهر غروب شمس أحمر بشكل متتالي ورائع حول العالم، كمية هائلة من موجة الغبار التي سببها انفجار البركان وصلت لارتفاعٍ عالي وانتشرت على الصعيد العالمي عن طريق الرياح الجوية، قام إدفارت مونك برسم اللوحة المعروفة «بالصرخة» والتي تصف الشعور خلال حدوث الغسق.

## معرض الصور

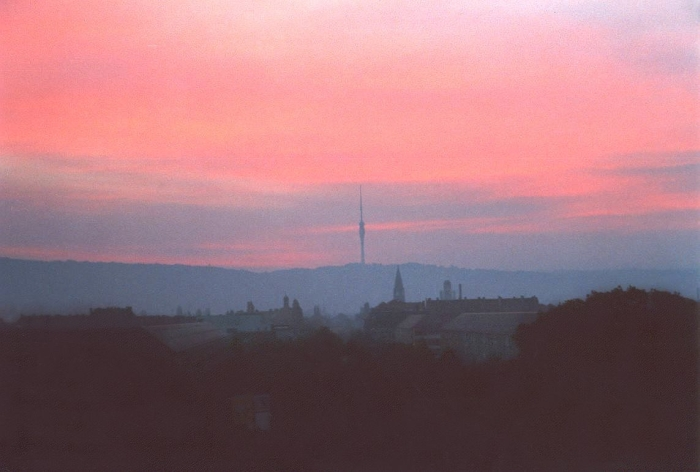
نور الغسق في درسدن، ساكسونيا، ألمانيا
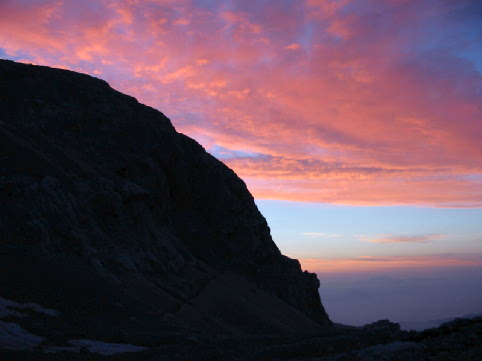
ور الغسق في الجبال السلوفينية قرب بحيرات وادي تريغلاف
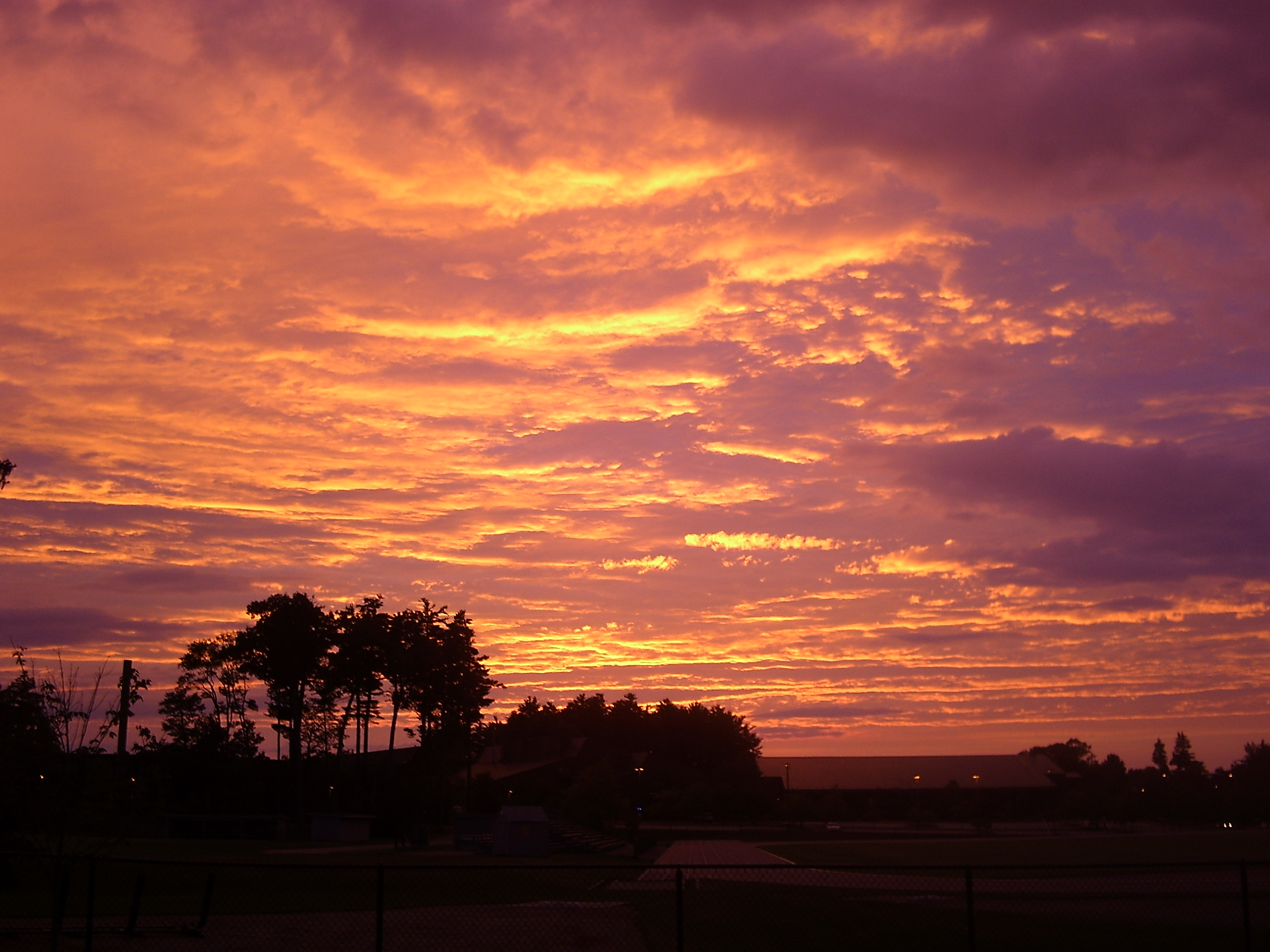
غروب الشمس على جامعة بيتس في لويستون، مين
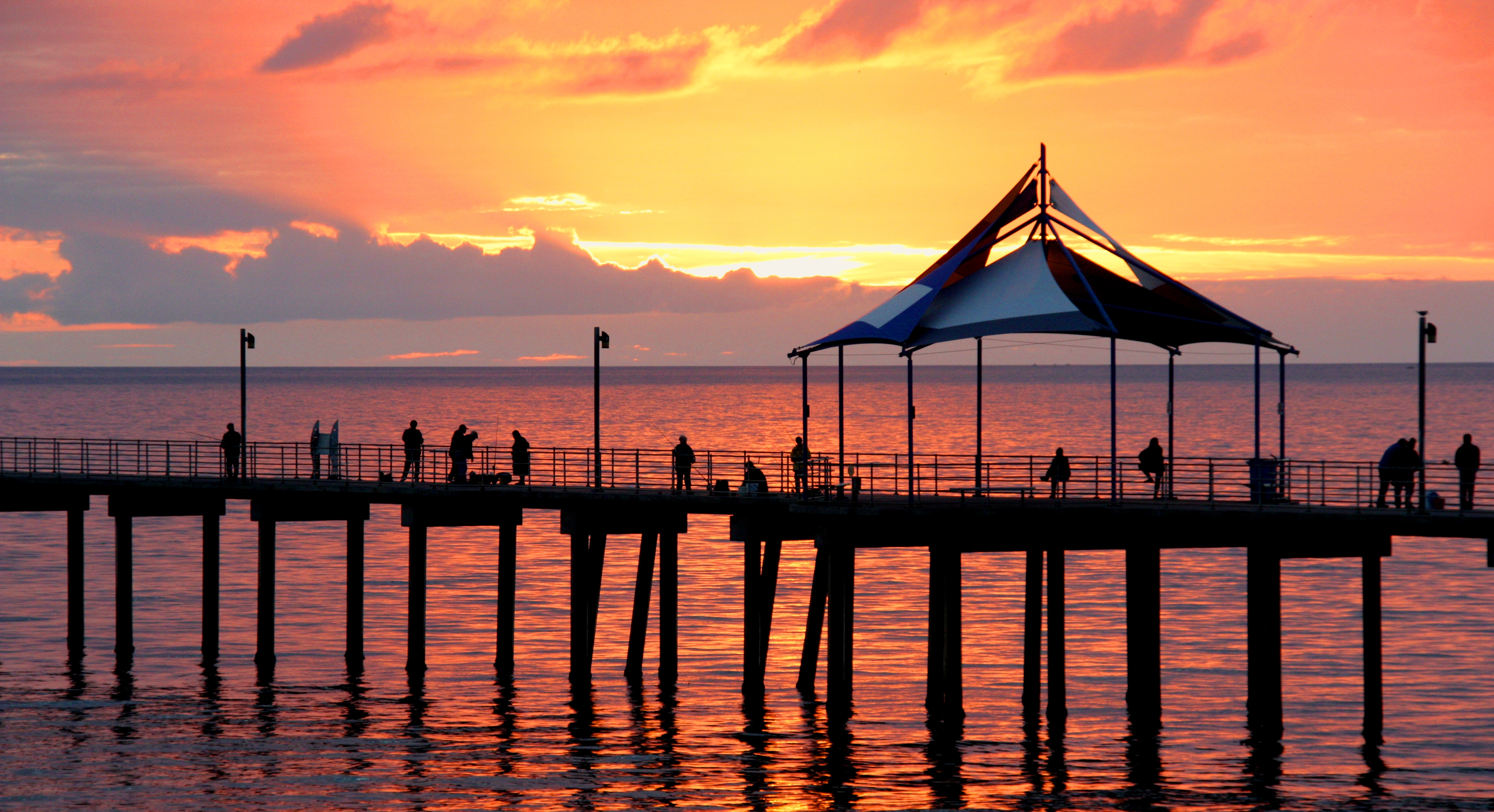
نور الغسق من على جسر الميناء في أستراليا
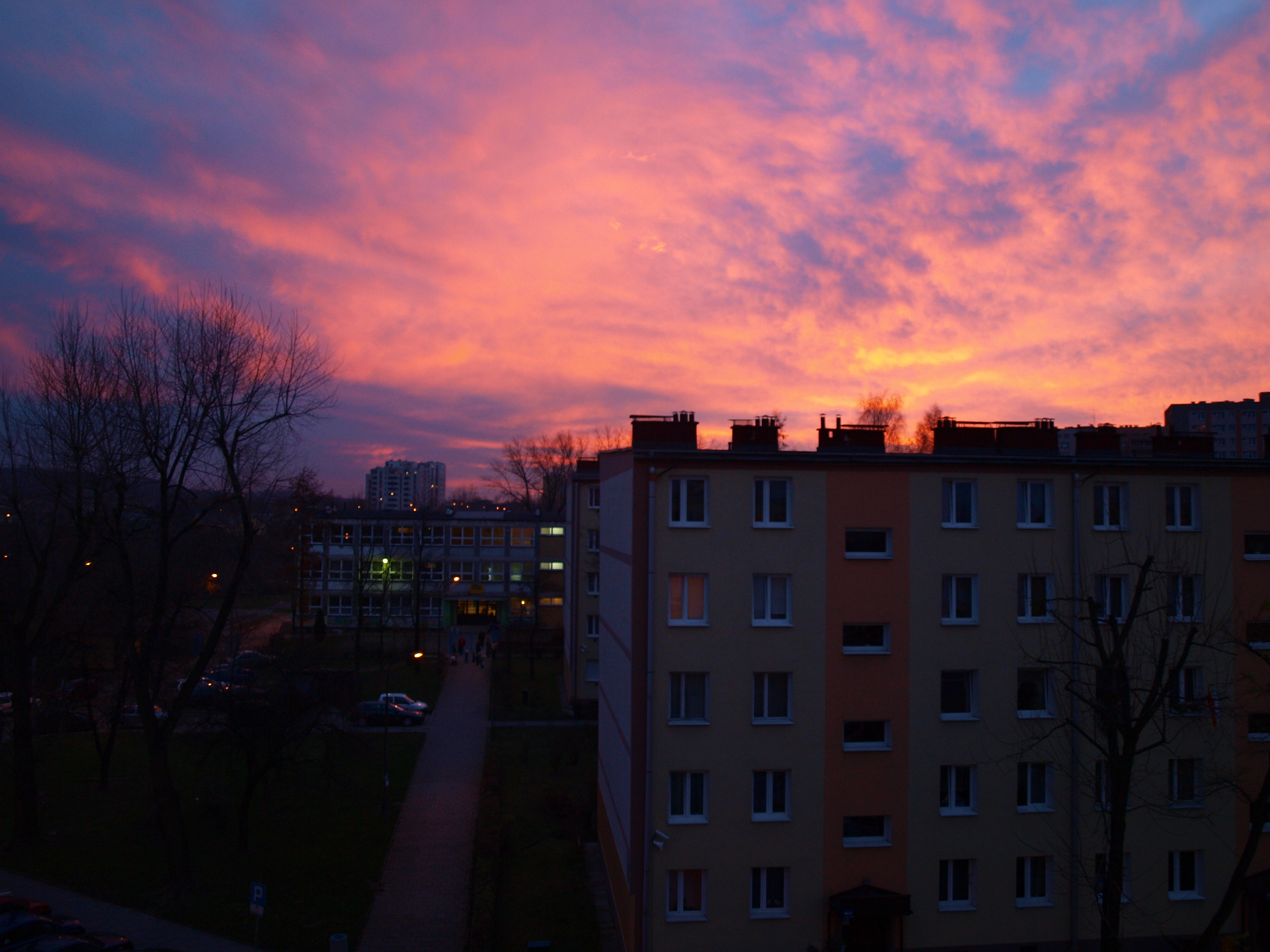
نور الغسق على عقارات كراكو